# 戴皓
戴皓（1964年—），汉族，中华人民共和国政治人物，第十一届、第十二届全国政协委员。

## 生平
担任全国工商联常委、合众人寿保险股份有限公司董事长、黑龙江省工商联副主席。2008年，当选第十一届全国政协委员，代表社会福利和社会保障界，分入第四十八组。